# Gmina Ajdovščina
Gmina Ajdovščina (słoweń.: Občina Ajdovščina) – gmina w Słowenii. W 2002 roku liczyła 18100 mieszkańców.

## Miejscowości
Miejscowości wchodzące w skład gminy Ajdovščina:

- Ajdovščina – siedziba gminy
- Batuje
- Bela
- Brje
- Budanje
- Cesta
- Col
- Črniče
- Dobravlje
- Dolenje
- Dolga Poljana
- Gaberje
- Gojače
- Gozd
- Grivče
- Kamnje
- Kovk
- Kožmani
- Križna Gora
- Lokavec
- Male Žablje
- Malo Polje
- Malovše
- Otlica
- Plače
- Planina
- Podkraj
- Potoče
- Predmeja
- Ravne
- Selo
- Skrilje
- Šmarje
- Stomaž
- Tevče
- Ustje
- Velike Žablje
- Vipavski Križ
- Višnje
- Vodice
- Vrtovče
- Vrtovin
- Zavino
- Žagolič
- Žapuže